# Nathalia
Nathalia – miasto w Australii, w stanie Wiktoria.